# NGC 34

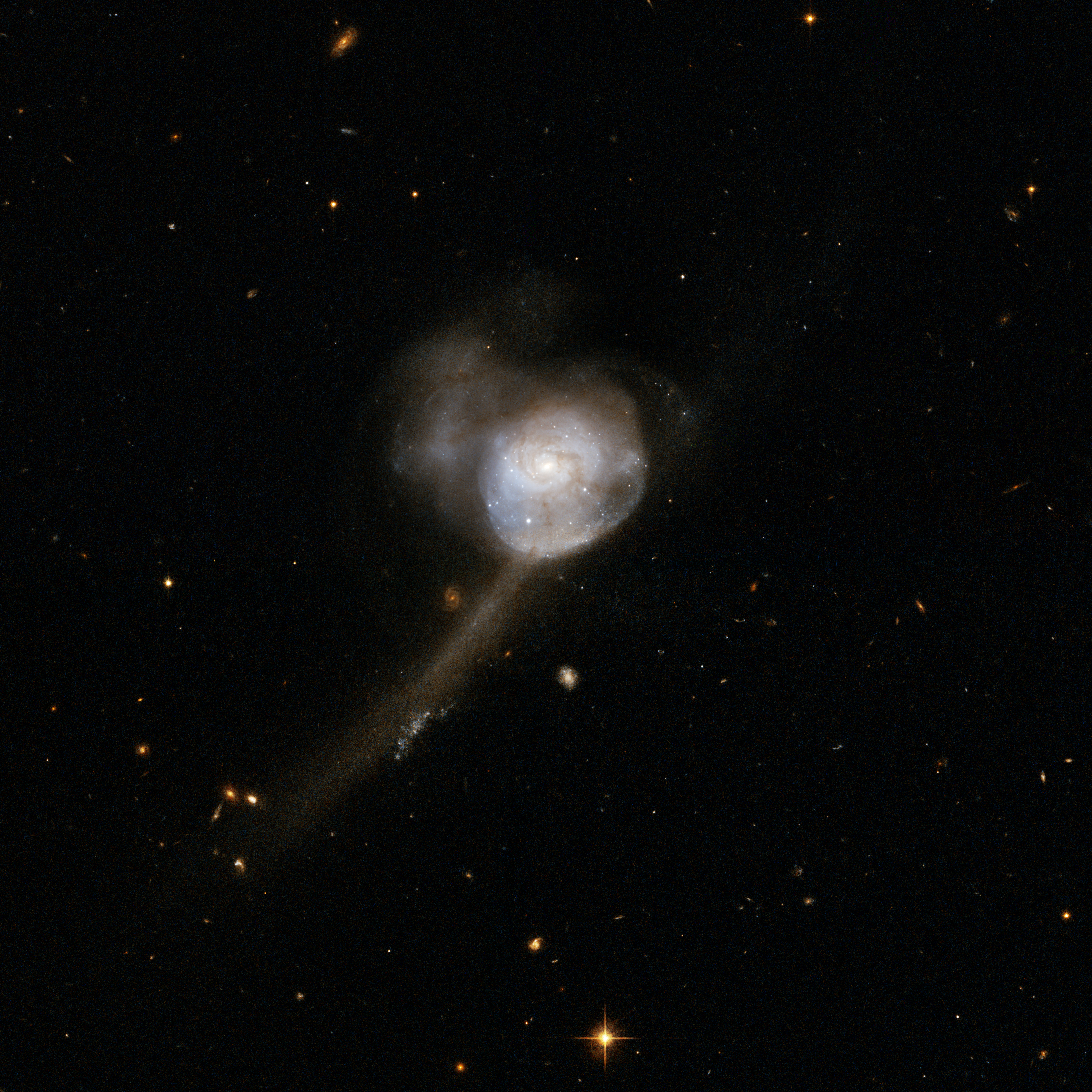
NGC 34 par le télescope spatial Hubble.

NGC 34 est une vaste galaxie spirale située dans la constellation de la Baleine. NGC 34 a été découverte par l'astronome américain Lewis Swift en 1886. Cette galaxie a aussi été observée par l'astronome américain Frank Müller en 1886 et elle a été inscrite au catalogue NGC sous la cote NGC 17.

## Caractéristiques
Sa vitesse par rapport au fond diffus cosmologique est de 5 542 ± 24 km/s, ce qui correspond à une distance de Hubble de 81,8 ± 5,7 Mpc (∼267 millions d'al).
NGC 34 est une galaxie lumineuse dans l'infrarouge et elle présente une large raie HI. NGC 34 est une galaxie dont le noyau brille dans le domaine de l'ultraviolet. Elle figure dans le catalogue de Markarian sous la cote Mrk 938 (MK 938). La luminosité de la NGC 34 dans l'infrarouge lointain (de 40 à 400 µm) est égale à 2,19 × 1011 {\displaystyle L_{\odot }} (1011,34{\displaystyle L_{\odot }}) et sa luminosité totale dans l'infrarouge (de 8 à 1 000 µm) est de 2,75 × 1011 {\displaystyle L_{\odot }} (1011,44{\displaystyle L_{\odot }}).
En raison d'une brillance de surface égale à 14,96 mag/am2, on peut qualifier NGC 34 de galaxie à faible brillance de surface (LSB en anglais pour low surface brightness). Les galaxies LSB sont des galaxies diffuses (D) avec une brillance de surface inférieure de moins d'une magnitude à celle du ciel nocturne ambiant.

## Fusion de galaxies
Elle est le résultat d'une fusion entre deux galaxies à disque, résultant dans un starburst récents, dans les régions centrales et continue la formation d'étoiles. La galaxie est encore riche en gaz, et dispose d'un noyau galactique unique. C'est une galaxie active de type Seyfert 2 et elle renferme également des régions d'hydrogène ionisé.

## Trou noir supermassif
Une étude  réalisée en 2007  auprès de 90 galaxies de type Seyfert 2 utilisant la dispersion des vitesses a permis d'estimer la masse des trous noirs supermassifs centraux de celles-ci. Pour NGC 34, la masse du trou noir est égale à 3,2 × 106 {\displaystyle M_{\odot }} (106,51).